# Issam Zahreddine
Issam Zahreddine (As-Suwayda, Siria; 1961-Deir Ezzor, Siria; 18 de octubre de 2017) fue un general sirio de la Guardia Republicana que desempeñaba un papel muy importante en la Guerra Civil Siria, comandando al ejército sirio en muchos frentes. Zahreddine defendió parte de la ciudad de Deir ez-Zor, durante cinco años de asedio por parte de la milicia de Estado Islámico. Se ganó el apodo de exterminador del ISIS.
Falleció la tarde del 18 de octubre de 2017 mientras llevaba a cabo una operación especial en la isla de Saqr, en la provincia de Deir Ezzor. Según el Ministerio de Defensa, su convoy chocó con una mina terrestre colocada por el Estado Islámico.

## Biografía
Zahreddine nació en la pequeña aldea rural  de Tarba en la Gobernación de As-Suwayda en 1961. Miembro de la comunidad religiosa drusa, fue nombrado oficial de las unidades blindadas aerotransportadas en 1982. 
Antes de eso, sirvió como recluta en la Milicia Popular del Partido Baath entre 1980 y 1982. En 1987, fue incorporado a la Guardia Republicana como oficial de las Unidades Blindadas y Mecanizadas.